# إريك باتلر (لاعب كرة قدم أمريكية)
اريك باتلر (بالإنجليزية: Eric Butler)‏ هو لاعب كرة قدم أمريكية أمريكي، ولد في 13 سبتمبر 1984 في باسكاغولا في الولايات المتحدة.